# Tušanj (Tuzla, BiH)
Tušanj je četvrt grada Tuzle.

## Povijest
Starinsko je naselje smješteno sjeverno od naselja Tuzle. U novije vrijeme postupno je sraslo s gradom. Zabilježeno je još u srednjem vijeku. Tada je bilo malo izdvojeno naselje u blizini srednjovjekovnog naselja Soli postoje tada i manja izdvojena naselja, dosta povezano s njime. Ista takva naselja izdvojena od Soli su Pločnik, Vrapče, Solina, Dragodol i Kalebić.
Prvi spomen Tušnja je 1512. godine. Povijesna vrela ga spominju kao selo u nahiji Donjoj Tuzli. Znatno poslije ga se spominje kao dio grada. U fragmentima tuzlanskog sidžila iz 1644. – 1645.godine (Gazi Husref-begova knjižnica) stoji da je Tušanj mahala u kasabi Gornjoj Tuzli. Do polovice 16. stoljeća glavna gospodarska grana bilo je vinogradarstvo. Porez na vino bio je manji od poreza na pšenicu, a ušur od vina dvaput je bio veći od ušura za pšenicu.
Nekada posebno naselje u neposrednoj blizini, razvitkom Dolnje Tuzle pripojena je gradu kao gradska mahala. U drugoj polovici 17. stoljeća Tušanj se javlja kao gradska mahala koja se naslanjala na utvrđeni dio grada (palanku).
 Tušanj mahala razvila se na prijelazu iz 16. u 17. stoljeće iz prigradskog naselja Tušnja. Na polovici 19. stoljeća u Tušanj mahali bila je stara džamija, mekteb i privatne stambene kuće. U Tušnju su vakufi u svezi s mektebom.
Na Tušnju je danas osnovna škola Tušanj, Džamija i islamski centar Tušanj i stadion. Stadion se počeo graditi u proljeće 1947. godine.
Prema Tušnju nazvan je šahovski klub.
Oko Tušnja su Batva, Dragodol, Slatina i Kicelj. Prema sjeveru se ulica Tušanj proteže sve do rudnika Soli i Mandića.
Tušanj je i mjesna zajednica u Tuzli. Spada u urbano područje općine Tuzle. U njemu je 31. prosinca 2006. godine prema statističkim procjenama živjelo 6.000 stanovnika u 2.000 domaćinstava.

## Vanjske poveznice
- YouTube RTV Slon: 'Čudna pojava' u tuzlanskom naselju Tušanj - Vrela voda izvire iz zemlje - 17.04.2015.